# هانكه بروينز سلوت
هانكه خيردينا يوهانيت بروينز سلوت (ولدت في 20 أكتوبر 1977) هي سياسية هولندية وعسكرية شغلت منصب وزيرة الداخلية والعلاقات الملكية من عام 2022 إلى عام 2023 ووزيرة الخارجية من عام 2023 إلى عام 2024 في حكومة روته الرابعة. وهي عضو في حزب النداء الديمقراطي المسيحي (CDA). وقبل ذلك كانت عضوًا في المجلس التنفيذي الإقليمي لأوتريخت، وعضوًا في مجلس النواب عن الحزب من 17 يونيو 2010 إلى 5 يونيو 2019. وبصفتها عضوًا في البرلمان، كانت المتحدثة باسم الدفاع، والحوكمة المحلية، والقضايا الطبية والأخلاقية، والسياسة الرياضية.
خدمت في الجيش الملكي الهولندي في عام 2008 قادت مفرزة مدافع هاوتزر بانزر في أوروزغان بأفغانستان. بعد مسيرتها السياسية عادت للخدم في الجيش الملكي الهولندي منذ عام 2025.

## بداية مسيرتها المهنية
قبل مسيرتها السياسية، خدمت بروينز سلوت في الجيش الملكي الهولندي؛ ونُشرت في ولاية أوروزغان، أفغانستان.في عام 2010، حصلت على رتبة قائد مدفعية.
كانت بروينز سلوت عضوًا في النداء الديمقراطي المسيحي (CDA)، وخدمت في مجلس النواب من عام 2010 إلى عام 2019. ركزت عملها كعضو في البرلمان على مسائل أفراد الدفاع، الحكومة المحلية، علوم الرعاية الصحية، القانون الطبي، الطب النفسي، والرياضة.
من عام 2019 إلى عام 2022، كانت بروينز سلوت عضوًا في الهيئة التنفيذية الإقليمية في مقاطعة أوتريخت، حيث كانت مسؤولة عن الطبيعة والزراعة والتربة والمياه والرياضة والحوكمة.
في فبراير 2024، صرحت بأن الهجوم الإسرائيلي المخطط له على رفح كان "غير مبرر". في شهر مايو 2024 دعت وزيرة هولندية الاتحاد الأوروبي لإعادة النظر في معاهدة الشراكة مع إسرائيل التي وُضعت معاهدة الشراكة عام 2000، وتنص على اتفاقيات لتعزيز العلاقات الاقتصادية والسياسية. وتُعد أوروبا شريكًا تجاريًا مهمًا لإسرائيل.
، ويتشاور مع دول أعضاء أخرى في الاتحاد الأوروبي بشأن اتخاذ "خطوات" ضد إسرائيل بسبب حرب غزة. وقالت بروينز سلوت إن على الحكومة الإسرائيلية الالتزام بمسؤولياتها الإنسانية، مضيفا أن العديد من دول الاتحاد الأوروبي تشعر بالقلق أيضا بشأن الوضع في غزة.
في أبريل/نيسان 2024، شاركت المفوضية الأوروبية في استضافة مؤتمر حول "استعادة العدالة لأوكرانيا" في لاهاي. وكان من أبرز المساهمين في المؤتمر كلٌّ من سلوت، وزير الخارجية الهولندي، ووزير الخارجية الأوكراني، دميترو كوليبا، ومفوض العدل، ديدييه رايندرز. في الشهر التالي، صرح بروينز سلوت أن هولندا لن تعترض إذا استخدمت أوكرانيا مقاتلات إف-16 التي زودتها بها هولندا لضرب أهداف داخل روسيا.
عادت إلى الجيش الملكي الهولندي في فبراير 2025، بعد انتهاء فترة ولايتها كوزيرة للخارجية، برتبة لواء.

## حياتها الشخصية
ولدت سلوت في أبلدورن ونشأت في وينسوم وزيولد وريدركيرك. وهي متزوجة. والدها وجدها وعمها كانوا جميعًا عمدة.